# Краєвид з хатою
Краєвид з хатою (англ. Landscape with a Farmhouse) — картина другої половини XVII століття художника Золотої доби Нідерландів Саломона Ромбоутса (1655—1700/1702). Зберігається в колекції Львівської національної галереї мистецтв імені Бориса Возницького.

## Контекст
Роботи пейзажиста Ромбоутса наслідують та імітують гарлемські пейзажі Рейсдаля і Корнеліса Деккера. Пейзажі з лісами, краєвиди морського узбережжя, зимові пейзажі були основними сюжетами в роботах художника. Характерною рисою його картин є ідеалізація природи, яка відповідала смакам замовників. Один із частих образів пейзажів Ромбоутса — руїни, проте не античні, а старі голландські будинки. Вони вписані в композицію по діагоналі, від краю вглиб. Цей прийом часто зустрічається в голландському живописі XVII століття і дозволяє поглибити простір голландських рівнин. Він наслідує традицію тонального живопису, розробленого майстрами Золотої доби.

## Картина
Полотно розміром 57,7х77,8 см виконано в техніці олійного живопису. Зберігається в колекції Львівської національної галереї мистецтв імені Бориса Возницького, інвентарний номер Ж-804.
Імовірно, тут Ромбоутс зобразив пейзаж Гарлему, впізнаний за шпилем типової сільської церкви. На передньому плані біля колодязя сидять двоє чоловіків. За ними серед дерев знаходиться стара хатина. Ідилічне сільське життя, що знаходить свою гармонію у руйнації людського.

## Аналіз роботи
Німецький дослідник Мартін Варнке (1937—2019) в статті «Політична іконографія» 1992 року, описав поняття «політичної іконографії». Він виходить з особливостей комунікації людини зі світом — людина найкраще сприймає саме зором. З цих причин він зміщує фокус свого дослідження на візуальний прояв людської діяльності (театр, живопис, архітектру, тощо). За Варнке, ідеологія є ключовим елементом у розумінні мистецтва. Ідеї та вірування, пануючі в суспільстві, часто знаходять відображення у художніх творах. Мало що в ландшафті залишається недоторканим; кожна маніпуляція виявляє політичне рішення чи задум людини. Варнке знаходить докази політизованого ландшафту в мистецтві, артефактах та архітектурі, у рисах, визначених вимогами завоювання та оборони, прав власності та мальовничого вдосконалення, торгівлі, традиції, спілкування та святкування.
За методологією Варнке, у пейзажі художник використовує природний ландшафт як відображення соціального політичного та економічного ландшафтів. Хата може бути інтерпретована як відображення соціальних змін того часу, коли багато людей були змушені адаптуватися до нових економічних умов. Руїни з однієї сторони можуть репрезентувати негативну зміну у суспільстві, руйнацію традицій; в той же час, це романтичний образ, який знаходиться у гармонії із природою. Ромбоутс, ймовірно, прагнув показати ідеалізований образ сільського життя, де люди знаходяться у злагоді з природою.